# Betulia (département de Sucre)
Pour les articles homonymes, voir Betulia et San Juan.
Betulia, anciennement San Juan de Betulia, est une municipalité de Colombie, située dans le département de Sucre.